# Sylvia Tyson

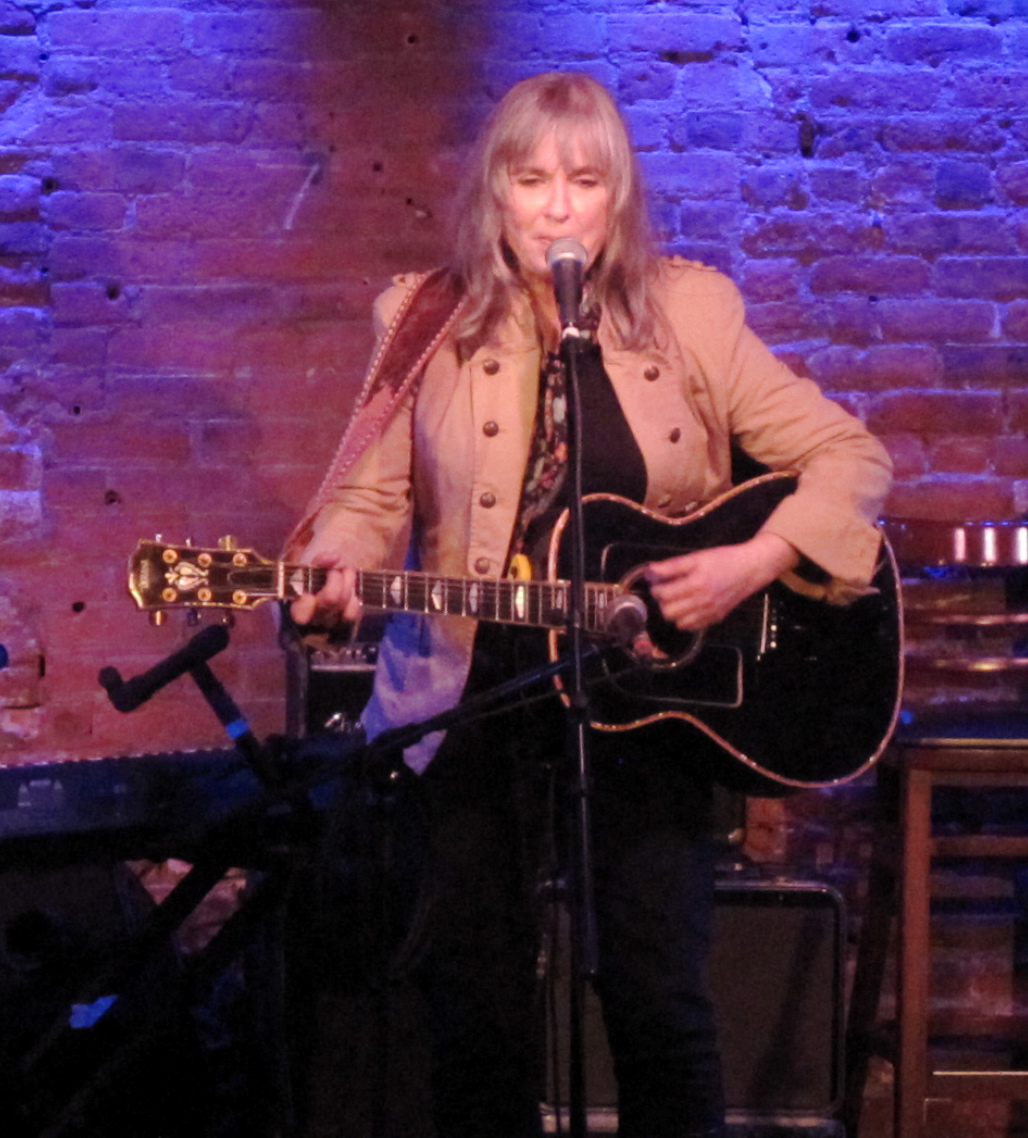
Sylvia Tyson (2010)

Sylvia Tyson geb. Fricker (* 19. September 1940 in Chatham-Kent, Ontario) ist eine kanadische Singer-Songwriterin und Gitarristin.

## Leben
Sie wurde als Sylvia Fricker in Chatham-Kent, Ontario, Kanada geboren. Sowohl ihre kanadisch-amerikanische Mutter als auch ihr kanadischer Vater hatten eine musikalische Ausbildung und unterstützten sie, als sie den Wunsch äußerte, eine Folksängerin zu werden. In ihrem Geburtsort wurde dies von der Bevölkerung, die überwiegend der Arbeiterklasse angehörig waren, nicht gerne gesehen. So nahm sie Piano-Stunden und brachte sich selber Gitarren spielen bei.
Mit 18 verließ sie ihr Zuhause und zog nach Toronto, wo es zu diesem Zeitpunkt viele Folkclubs und Zuhörer gab. Hier traf sie auch ihren späteren Ehemann Ian Tyson, mit dem sie bald darauf gemeinsam auftrat, bis sie bekannt genug waren, um einen Plattenvertrag zu bekommen.
1964 heirateten sie und ihr Sohn Clay Tyson wurde geboren. Die Anfangszeit der Ehe wurde von schlechten Beratungen und Streitereien überschattet. Zudem waren die Ehepartner charakterlich äußerst unterschiedlich. Die Ehe hielt über zehn Jahre.
In dieser Zeit wurden sie mit den Folk-Bands Ian and Sylvia und Great Speckled Bird bekannt. Eines der bekanntesten Lieder dieser Gruppen stammt aus ihrer Feder: Es ist ihr erstes, 1962 unter dem Eindruck von Bob Dylan verfasstes, namens You Were On My Mind. Der Song wurde später von We Five (USA #3) und Crispian St. Peters (UK #2) erfolgreich gecovert und erschien auch in anderssprachigen Versionen.
Nach der Scheidung setzte Sylvia Tyson ihre musikalische Karriere mit der rein weiblichen Folkgruppe Quartette und als Solokünstlerin fort. Des Weiteren war sie Jurymitglied von FACTOR (Foundation to Assist Canadian Talent on Records) und dem Juno Awards. In den späten 1970ern gründete sie ein unabhängiges Plattenlabel namens Salt Music. Neben ihrer Gesangskarriere wirkte sie beim Rundfunk und Fernsehen mit.

## Auszeichnungen
- Sylvia Tyson wurde siebenmal für den Juno Award vorgeschlagen. Das erste Mal 1984 als „Beste weibliche Sängerin des Jahres“. Bisher hat sie ihn kein einziges Mal gewonnen.
- 1994 wurde ihr der Order of Canada verliehen.
- 1992 wurde das Duo Ian and Sylvia in die Canadian Music Hall of Fame aufgenommen.
- 2003 wurde sie in die Canadian Country Music Hall of Fame aufgenommen. Ian Tyson wurde 1989 aufgenommen.

## Diskografie
- 1975: Woman’s World (Capitol-EMI)
- 1976: Cool Wind From the North (Capitol-EMI)
- 1978: Satin on Stone
- 1979: Sugar for Sugar – Salt for Salt
- 1986: Big Spotlight
- 1989: You Were On My Mind
- 1992: Gypsy Cadillac
- 2000: River Road and Other Stories
- 2001: The Very Best of Sylvia Tyson